# Stade Georgi Asparoukhov
Le stade Georgi Asparoukhov (en bulgare : Стадион Георги Аспарухов) est un stade de football situé dans la ville de Sofia en Bulgarie.
Il est l'enceinte où évolue le PFK Levski Sofia. Il possède 29 200 places.

## Nom du stade
Le nom du stade vient du célèbre footballeur de Levski Sofia Georgi Asparuhov qui est mort le 30 juin 1971 lors d'un accident avec sa voiture.

## Reconstruction du stade
En 2006 un nouveau tableau d'affichage a été installé puis en 2007 la pelouse a été changée par une nouvelle pelouse avec un nouveau système de drainage. Pendant l’été de l'année 2011 la tribune "B" a été entièrement rénové. Des projets ont été lancés pour reconstruire la tribune "V" et démolir et reconstruire à nouveau la tribune "A".

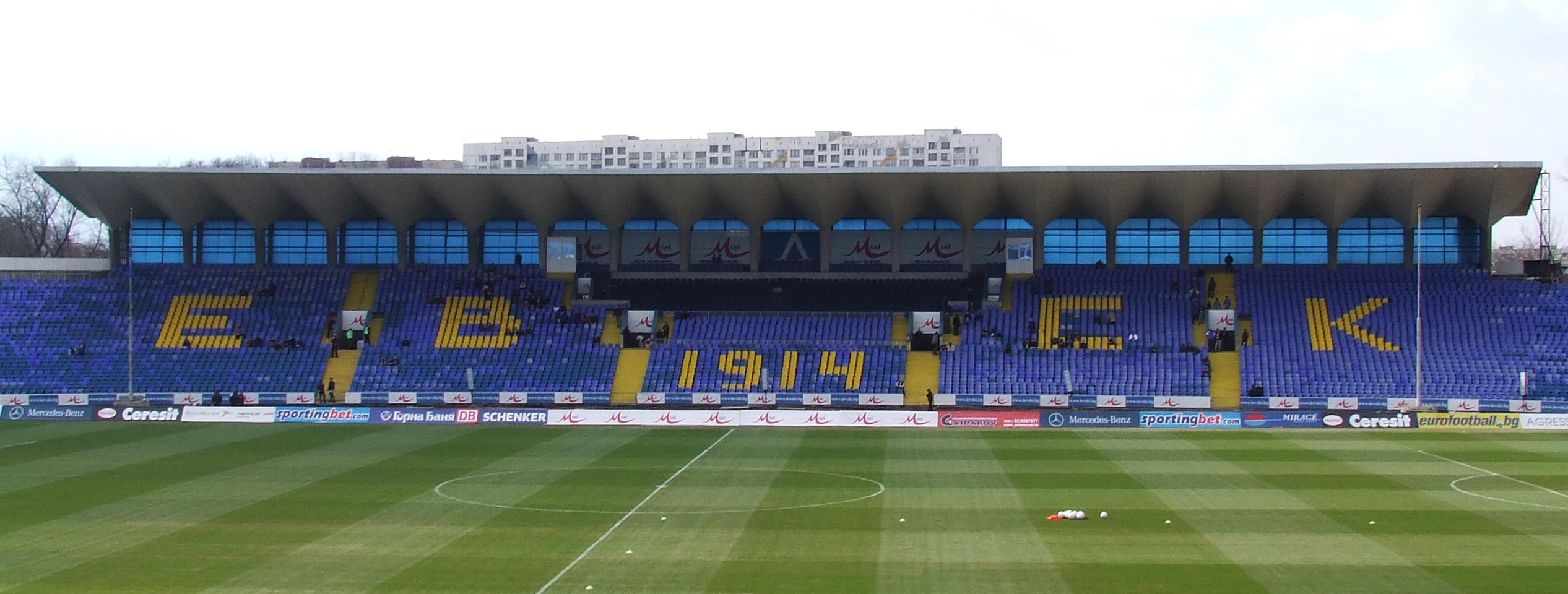